# Émile Romanet
Pour les articles homonymes, voir Romanet.
Émile Romanet (Ville-sous-Anjou, Isère, 16 mars 1873 - Grenoble, 15 janvier 1962) est un ingénieur français considéré comme un des précurseurs des caisses d'allocations familiales.

## Biographie
Il est né à Ville-sous-Anjou (Isère), le 16 mars 1873 d'une famille d’agriculteurs. Il obtient son certificat d’études en 1885. Sur les conseils de son instituteur, il part à treize ans et demi à l’Ecole professionnelle de Voiron.
Sorti premier de sa promotion, il entre en 1889 aux Établissements Joya à Grenoble, comme simple dessinateur. Le patron, Jean-Joanny Joya fait partie des quelques industriels qui s’intéressent dès 1883 aux expériences de captage des chutes d’eau pour la production d’énergie hydroélectrique. Après avoir occupé des emplois variés dans l’entreprise, il est nommé codirecteur avec le fils du patron, Régis Joya, en 1897.
Pendant ce temps, fervent catholique, il fréquente le Cercle catholique Saint Bruno et il agit en tant que tel : à partir des idées qu’il tire notamment de Rerum Novarum - la première encyclique sociale du Pape Léon XIII sur la condition des ouvriers - la protection de la famille et de la cellule familiale lui apparait comme un impératif absolu. À partir du moment où se précise son analyse de « juste salaire », la nécessité de compléter le salaire en fonction des charges de familles devient évidente.

## Caisse d'allocations familiale
La réalisation la plus célèbre d'Émile Romanet est la Caisse d’Allocations familiales. Il entreprend en 1915-1916, une vaste enquête sur le terrain tendant à déterminer le besoin d’une famille avec un, deux, trois enfants ou plus. Il relève alors :
- Le célibataire a besoin de 3,20 fr par jour;
- Le ménage sans enfants a besoin de 4,575 fr par jour;
- Le ménage avec deux enfants a besoin de 6,626 fr par jour.

Le 26 octobre 1916, il annonce aux ouvriers de Joya qu’ils vont désormais bénéficier d'un système de bonification pour charges de famille calculées en fonction de leur nombre d’enfants, mais aussi de leur salaire et de leur ancienneté.
En 1916, il décide avec le chef de son entreprise, Joanny Joya, puis le syndicat des constructeurs, mécaniciens, chaudronniers et fondeurs de l’Isère à verser des allocations aux membres du personnel ayant des enfants de moins de treize ans. Anticipant les revendications des ouvriers des autres entreprises locales d'obtenir le même traitement, il va donc entreprendre auprès des patrons grenoblois une campagne sur le thème « organisons-nous pour donner avant que l’on nous réclame par la grève ». Il rallie cinq industriels qui créent le 29 avril 1918, une caisse de compensation - la seconde caisse de compensation d’allocations familiales connue en France (peu de jours après celle de Lorient fondée par Émile Marcesche).

## Publications
- Émile Romanet, Les allocations familiales : Origine, fonctionnement, situation actuelle, renseignements pratiques, Chronique Sociale de France, 1922, 20 p.

## Archives privées
Les archives privées d'Émile Romanet sont accessibles aux Archives départementales de l'Isère. On y trouve notamment des documents sur son activité professionnelle (établissements Joya, autres sociétés, activités techniques), les organisations patronales, ses activités sociales et religieuses, ses décorations, ses études sur la Seconde Guerre mondiale et sur le Comité Émile Romanet.